# Belica (Istok)
Pour les articles homonymes, voir Belica.
Belicë en albanais et Belica en serbe latin (en serbe cyrillique : Белица) est une localité du Kosovo située dans la commune/municipalité d'Istog/Istok et dans le district de Pejë/Peć. Selon le recensement kosovar de 2011, elle compte 72 habitants, tous albanais.

## Histoire
Sur le territoire du village se trouvent les ruines d'une église et d'un cimetière remontant aux XIVe et XVe siècles ; mentionnées par l'Académie serbe des sciences et des arts, elles sont inscrites sur la liste des monuments culturels du Kosovo.

## Démographie

### Évolution historique de la population dans la localité
| 1948 | 1953 | 1961 | 1971 | 1981 | 1991 | 2011 |
| ---- | ---- | ---- | ---- | ---- | ---- | ---- |
| 388  | 419  | 529  | 586  | 566  | 494  | 72   |

|  |